# Разцветов, Александр Павлович
Александр Павлович Разцветов (Расцветов; 1823 — 1902) — российский хирург, антрополог, профессор Московского университета (1868—1876). Тайный советник (1894).

## Биография
Сын священника. Первоначальное образование получил в Рязанской духовной семинарии, высшее — в Московском университете. По окончании медицинского факультета Московского университета (1847) в звании лекаря 1-го отделения. Принят ассистентом (1851) на кафедру факультетской хирургической клиники Московского университета к профессору Ф. И. Иноземцеву. После защиты докторской диссертации «De structurae urethrae, quae organicae appelantur» (1855), отправлен в заграничную командировку для подготовки к профессорскому званию. Занимался хирургией в Париже и Гейдельберге. По возвращении назначен адъюнктом по кафедре хирургии, с 1864 года — доцентом. Экстраординарный профессор (1868), ординарный профессор (1874) по кафедре оперативной хирургии. Ушёл в отставку по выслуге 25-летнего срока (1876).
Разцветов пожертвовал свою библиотеку Московскому обществу русских врачей и принимал видное участие в Обществе любителей естествознания, антропологии и этнографии в качестве председателя антропологического отдела и вице-председателя Общества; учредил при обществе на свои средства премию и медаль за антропологические исследования.
Жена — Анна Николаевна (? — 1908). В 1891 году ими был куплен дом № 36 на Арбате. В Быково, на удельных дачах имели обширный загородный дом.
С 1894 года состоял членом Совета министра народного просвещения. Входил в состав центральных управлений частных железных дорог.
Похоронен на кладбище Донского монастыря.
После смерти его жены в 1908 году, по условиям завещания А. П. Разцветова его капитал стал использоваться на стипендии студентам Московского университета.